# Lumbrineris pseudofragilis
Lumbrineris pseudofragilis är en ringmaskart som beskrevs av Amoureux 1977. Lumbrineris pseudofragilis ingår i släktet Lumbrineris och familjen Lumbrineridae. Arten har ej påträffats i Sverige. Inga underarter finns listade i Catalogue of Life.